# Ernest Huet
Pour les articles homonymes, voir Huet.
Ernest Huet, né le 5 mai 1858 à Rugles et mort le 5 février 1917 à Paris est un médecin neurologue français. Il est connu pour avoir créé le premier laboratoire d'électrothérapie, associé au service du professeur Charcot à l'hôpital de la Salpêtrière.

## Aperçu biographique
Formé à l'École de médecine de Caen dont il sort lauréat en 1877, il réussit le concours de l'internat de Paris. Il travaille d'abord sous la direction de Charles Lailler (1822-1892) à l'hôpital Saint-Louis, puis de Jules Dejerine (1849-1917) à Bicêtre, avent d'être nommé, en 1888 à la Salpêtrière aux côtés de Jean-Martin Charcot (1825-1893). Le 26 juillet 1889, il soutient , sous la présidence Charcot, une thèse consacrée à la chorée de Huntington. Le sujet lui avait été suggéré par son maître après une présentation du mardi consacrée aux chorées chroniques, décrites 5 ans plus tôt par George Huntington (1850-1916). Charcot avait exprimé des doutes quant au caractère héréditaire de cette affection
En 1895, il succède à Romain Vigouroux (1831-1895) à la tête du laboratoire d'électrologie, qu'il dirige jusqu'en 1912. Son expérience de clinicien transparaît dans le chapitre « Applications de l'électricité au diagnostic et au traitement des maladies du système nerveux » du livre « La Pratique Neurologique » de Pierre Marie, qui comporte de nombreuses illustrations des appareils utilisés.
Il meurt d'une pneumonie en prodiguant ses soins aux blessés de la Grande Guerre.

## Travaux
- De la Chorée chronique. Paris. Le Progès Médical. 1889.
- Applications de l'électricité au diagnostic et au traitement des maladies du système nerveux. In La Pratique Neurologique. Marie P., Paris, 1911.